# E12
För andra betydelser, se E12 (olika betydelser).
E12 eller Europaväg 12 är en europaväg som börjar i Mo i Rana i Norge och slutar i Helsingfors i Finland. Sträckan är kring 910 km lång, varav 460 km i Sverige. Inom Sverige kallas den Blå vägen eftersom den följer Umeälven hela vägen. Färja ansluter mellan Holmsund och Vasa i Finland. Turen tar 4 timmar och år 2005 går det en förbindelse om dagen per riktning med rederiet Wasaline. Se artikeln Umeå–Vasa.

## Sträckning

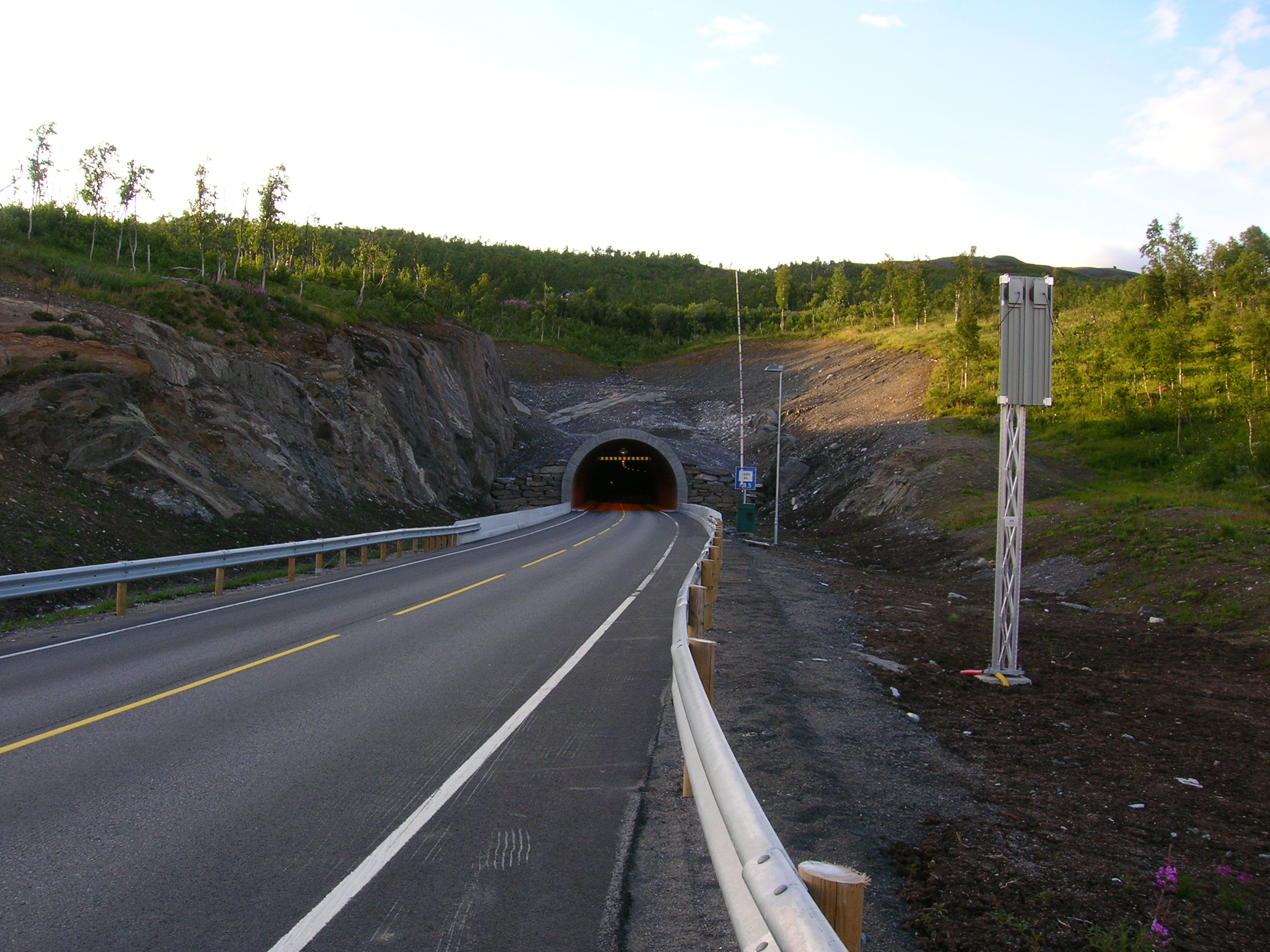
Umskalstunneln i Norge.

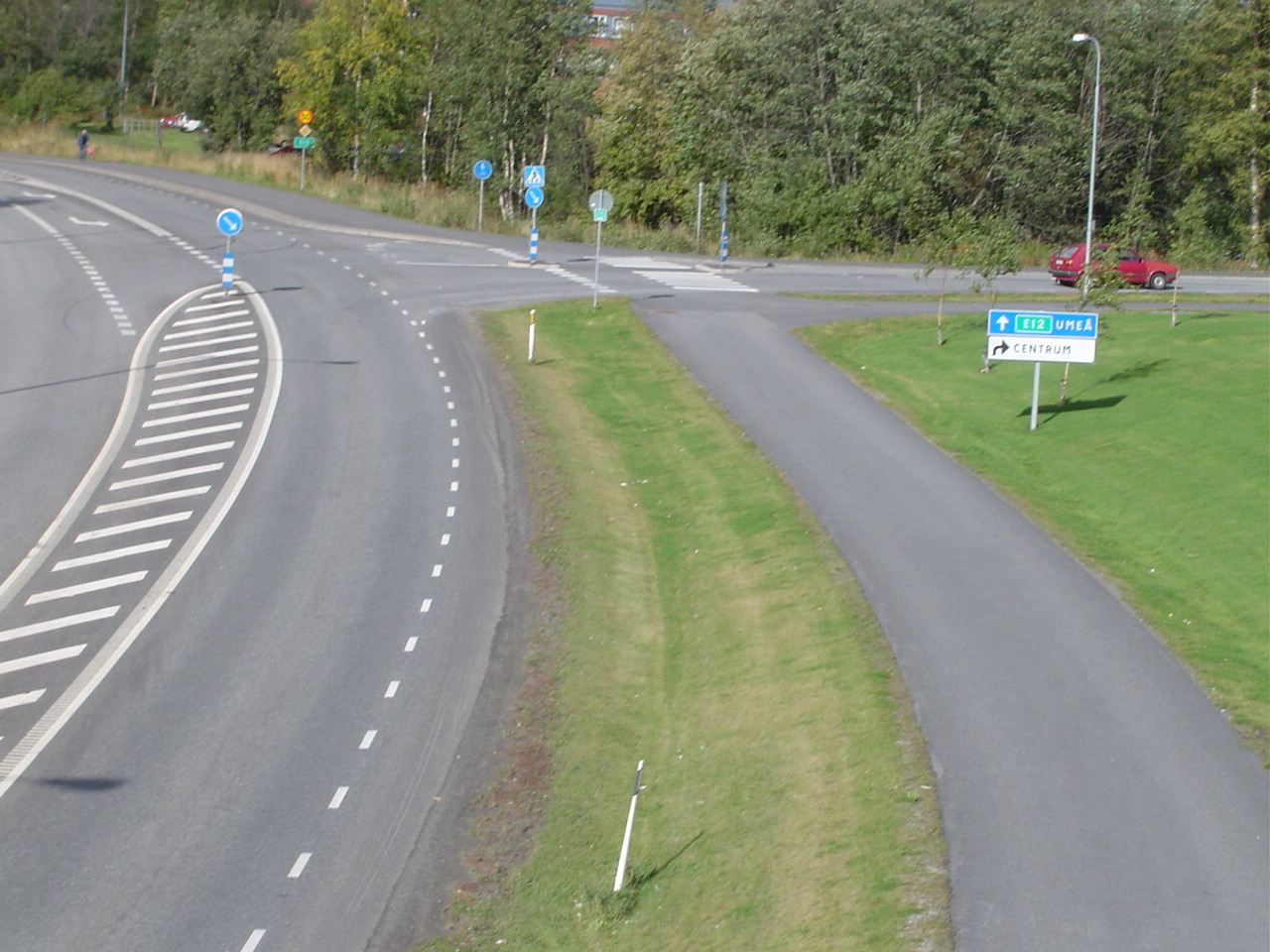
E12 Holmsund-Umeå.

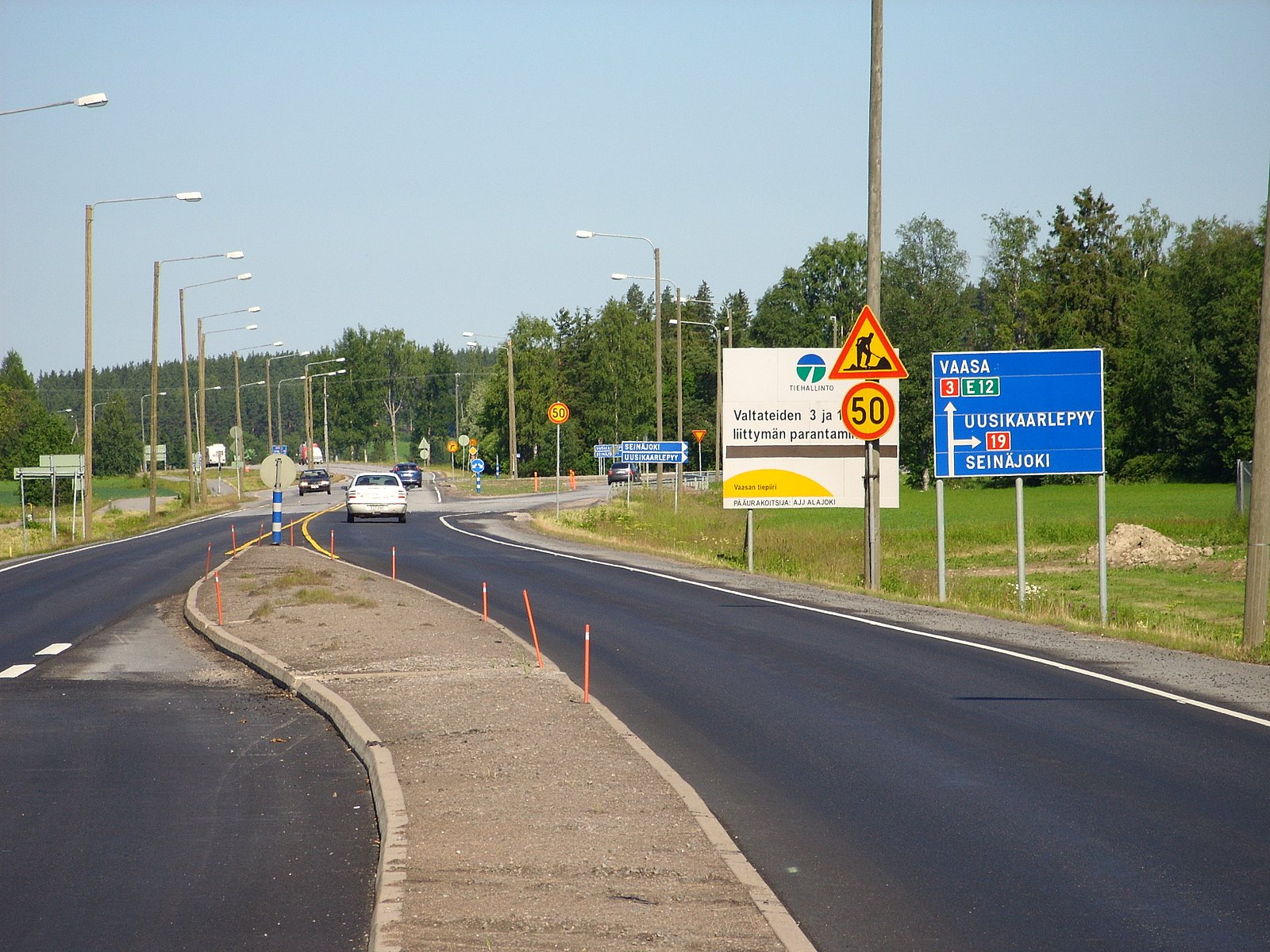
E12/Rv 3 korsar Rv 19 i Finland.

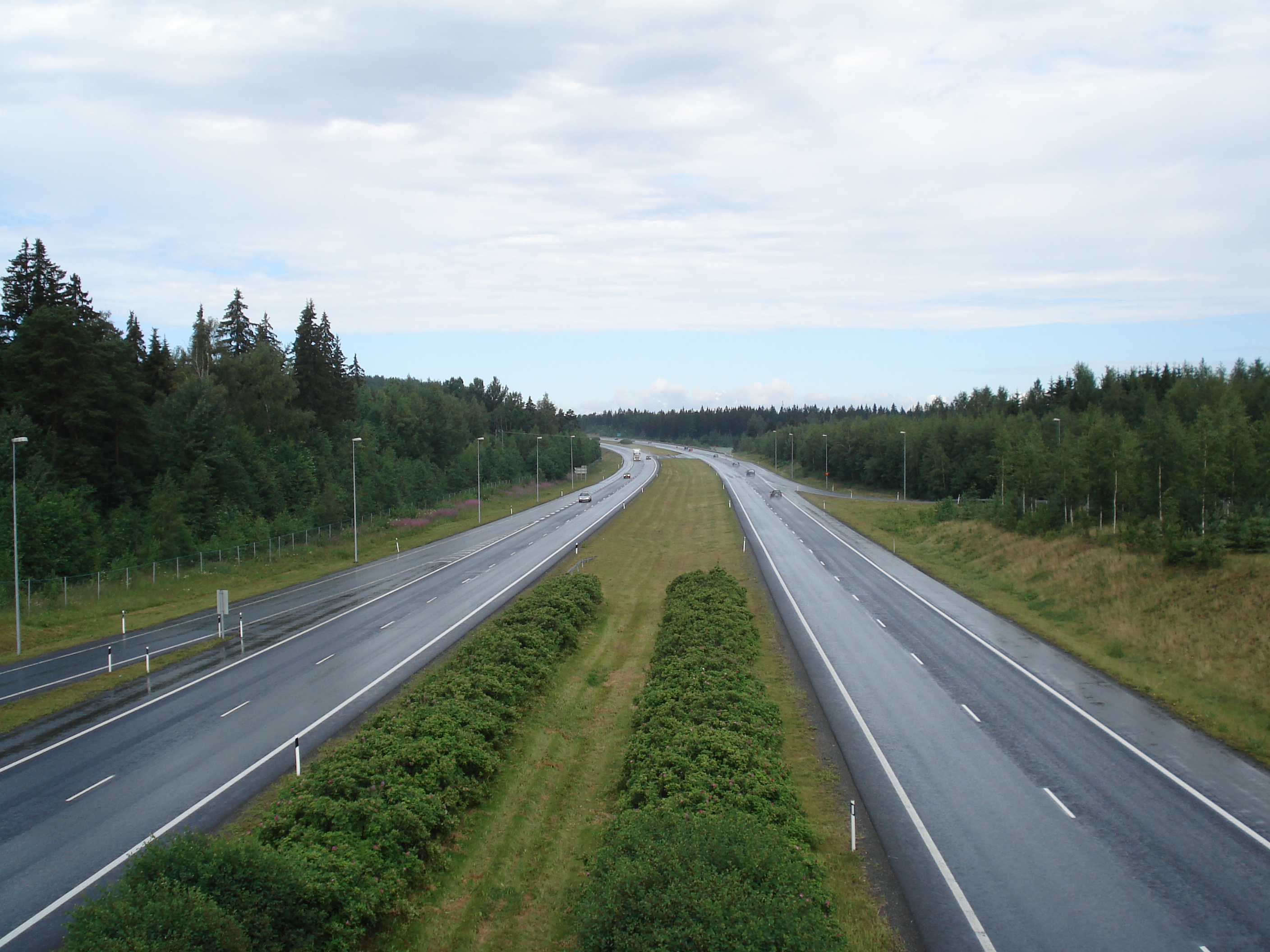
Helsingfors-Tammerfors-motorväg vid Parola, Finland.

Mo i Rana - (gräns Norge-Sverige) - Storuman - Lycksele - Umeå - Holmsund - (färja Sverige-Finland) - Vasa - Tammerfors - Tavastehus - Helsingfors
Den möter följande Europavägar:
- E6 vid Mo i Rana.
- E45 i Storuman
- E4 i Umeå.
- E8 mellan Vasa och Korsholm.
- E63 mellan Tammerfors och Toijala.
- E18 i Vanda.
- E75 i Helsingfors.

Inom Sverige möter den följande vägar:
- E45
- Länsväg 353
- Länsväg 360
- Länsväg 365
- Riksväg 92
- E4

I Norge fortsätter E12 som riksväg 12 västerut till kustbandet vid Utskarpen vid riksväg 17. I Finland är E12 också Riksväg 3, som skyltas parallellt med E12.
Från Mo i Rana till Laihela i Finland har E12 samma sträckning som Blå Vägen, med undantag av delen Umeå - Holmsund, där Blå vägen följer gamla E12 (E79 innan 1992) genom centrala Umeå och norr om Umeälven, medan dagens E12 sedan 1989 går på södra sidan älven och över Obbolabron.

## Standard
E12 är landsväg hela sträckan i Sverige och Norge. Vägbredden är vanligen 7–9 m. I Finland är E12 betydande för flera regioner och det finns omfattande avsnitt med motorväg.

### Norge
I Norge är E12 relativt smal och brant. Vägen går som landsväg längs hela sträckan.
Det finns en tunnel, Umskalstunneln (öppnades 31 okt 2006), 3,6 km lång, vilken är byggd för att skydda vägen från snöstormar på kalfjället. Innan dess var vägen inte pålitlig under vintertid (År 2005 var vägen avstängd 18 gånger, och med begränsningar, till exempel väntan på plogbil 48 dagar ytterligare).
Vägen fortsatte tidigare väster om Mo i Rana som den 38 kilometer långa väg 12 till Utskarpen, men den sträckan har numera nummer 810.

### Sverige
E12 är en av Sveriges nationella stamvägar. Vägen har en blandad standard som från och med norska gränsen till Vännäs går som en typisk inlandsväg, vilken slingrar sig syd-öst längs med Umeälven (därav namnet Blå Vägen). Trafikmängden är relativt låg i inlandet, men blir allt högre när den närmar sig kustområdet.
E12 är sedan oktober 2004 mötesseparerad mellan byarna Norrfors och Brattby i Umeå Kommun. Vägen är byggd som bred 2+1-väg med planskilda korsningar och följer en standard som i princip uppfyller kraven för motortrafikled. E12 har dock endast ett fåtal egna trafikplatser i Sverige. På det mötesseparerade avsnittet, samt några i Umeå där E4 är värdväg.
Rastplatsen Tallbacken (i Vindelns kommun) har valts till Sveriges bästa rastplats vid två tillfällen, senast år 2006. Det är Motormännens Riksförbund som gjort utnämningen.

### Finland
I Finland finns motorväg längs betydande sträckor på E12, sammanlagt ungefär 200 km. Vägen utgör en viktig länk mellan Tammerfors och Helsingfors. Här finns ett stort antal trafikplatser.

## Trafikplatser och annat längs vägen
|                                   | Nr | Namn                     | Skyltning                                                                        |
| --------------------------------- | -- | ------------------------ | -------------------------------------------------------------------------------- |
| Landsväg Mo i Rana – Holmsund     |    |                          |                                                                                  |
|                                   |    | Mo i Rana                | Trondheim, Narvik                                                                |
|                                   |    | Umskalstunneln           | 3 670 m                                                                          |
|                                   |    | Riksgräns                | Norge–Sverige                                                                    |
|                                   |    | Rastplats Butkes         |                                                                                  |
|                                   |    | Storuman                 |                                                                                  |
|                                   |    | Storuman                 | Arvidsjaur                                                                       |
|                                   |    | Storuman                 | Östersund                                                                        |
|                                   |    | Stensele                 | Järnvägslinjen Storuman-Hällnäs                                                  |
|                                   |    | Bron vid Åskilje         | Över Ume älv, 99 m                                                               |
|                                   |    | Rastplats Blåvikssjön    |                                                                                  |
|                                   |    | Lycksele                 | Åsele                                                                            |
|                                   |    | Lycksele                 | Gäddträsk (E12 svänger)                                                          |
|                                   |    | Bron i Lycksele          | Över Ume älv, cirka 190 m                                                        |
|                                   |    | Lycksele                 | Norsjö (E12 svänger)                                                             |
|                                   |    | Rastplats Bocksliden     |                                                                                  |
|                                   |    | Rastplats Tallbacken     |                                                                                  |
|                                   |    | Vännäs                   | Dorotea (E12 svänger)                                                            |
|                                   |    | Bron vid Vännäsby        | Över Vindelälven, cirka 220 m (63°55′17″N 19°51′16″Ö / 63.921303°N 19.854527°Ö)  |
|                                   | -  | Trafikplats Gubböle      | Gubböle                                                                          |
|                                   | -  | Trafikplats Norrfors     | Norrfors, Svallet (endast till/från öst)                                         |
|                                   |    | Prästsjörondellen        | Centrum (E12 svänger)                                                            |
|                                   |    | Baggbölebron             | Över Ume älv, cirka 530 m                                                        |
|                                   | -  | Trafikplats Klabböle     | Sörfors, Klabböle                                                                |
|                                   | -  | Trafikplats Röbäck       | Gräsmyr, Röbäck V, Umåker                                                        |
|                                   |    | Böleängsrondellen        | Röbäck Ö, Böleäng                                                                |
|                                   |    | Tegsrondellen            | Centrum, Teg, Söderslätt                                                         |
|                                   |    | Söderslättsrondellen     | Sundsvall, Söderslätt                                                            |
|                                   |    | Alviksrondellen          | Haparanda, Östteg                                                                |
|                                   |    | Bergöbron                | Över Storrinneln, cirka 80 m                                                     |
|                                   |    | Obbolabron               | Över Ume älv, 979 m (63°42′38″N 20°20′00″Ö / 63.710482°N 20.333376°Ö)            |
|                                   |    | Holmsundsbron            | Över Ume älv, 402 m (63°42′42″N 20°21′10″Ö / 63.711775°N 20.352774°Ö)            |
|                                   |    | Hillskär                 | Passagerarterminal (E12 svänger)                                                 |
|                                   |    | Färja över Kvarken       | Holmsund–Vasa (4 tim, 1 tur/dag) (63°40′54″N 20°20′27″Ö / 63.68179°N 20.34094°Ö) |
|                                   |    | Riksgräns                | Sverige–Finland                                                                  |
| Motorväg infart/utfart Vasa       |    |                          |                                                                                  |
|                                   |    | Omkring 7 trafikplatser  | Se Riksväg 3, Finland                                                            |
| Landsväg Vasa – Tammerfors        |    |                          |                                                                                  |
| Motorväg Tammerfors – Helsingfors |    |                          |                                                                                  |
|                                   |    | Omkring 43 trafikplatser | Se Riksväg 3, Finland                                                            |
| Fyrfältsväg närmast Helsingfors   |    |                          |                                                                                  |
|                                   |    | Omkring 7 trafikplatser  | Se Riksväg 3, Finland                                                            |

E12 korsar i Sverige följande järnvägar:
- Umeåbanan, 1 gång planskilt
- Botniabanan 1 gång planskilt
- Stambanan genom övre Norrland, 1 gång planskilt
- Järnvägslinjen Storuman-Hällnäs, 2 planskilda och en plankorsning
- Inlandsbanan, 1 gång planskilt

E12 korsar inte någon järnväg i Norge, däremot i Finland.

## Planer
På svensk sida finns planer på utbyggnad, I dessa fall rör det sig om vägen närmast Umeå. Planerna sträcker sig till 2020. Det ska bland annat byggas mötesfri landsväg längs hela sträckan Umeå - Vännäs.
En ringled byggs som en förbifart förbi Umeå, kallat Umeåprojektet. Norra delen av ringleden som del av E12 blev klar cirka år 2013. E12 kommer att övergå till Västra länken mellan Baggböle och E4 vid Röbäck med bro över Umeälven, vilket är planerat att ha byggstart 2019 och vara färdigt tidigast slutet av 2022.
Det finns förslag att bygga en bro över Kvarken, alltså mellan Sverige och Finland, kallad Kvarkenbron. Den har dock avvisats av regeringarna som alltför dyr i förhållande till nyttan, till exempel jämfört med färjans kostnader.

## Historik
Vägen fick namnet E12 år 1992. Innan dess hette den E79. En period på 1960-talet hette den inom Sverige Riksväg 93 (Umeå-Storuman) och Länsväg 361 (Storuman-gränsen) och 77 i Norge. Under 1950-talet var numret 361 hela vägen Umeå-gränsen och 772 i Norge. I Finland har den hetat riksväg 3 ända sedan 1938.
På 1890-talet fanns på sträckan Storuman-norska gränsen ingen väg alls. Mellan Storuman och Umeå fanns dock då en väg och dagens E12 följer mestadels denna vägs sträckning. När ny väg byggdes, breddades, förstärktes och asfalterades ofta bara den gamla vägen, men på en del håll byggdes vägen i ny sträckning, men inte långt från den gamla. Till exempel byggdes vägen förbi Pausele, Kattisavan och Tväråbäck. Detta gjordes vid en ej känd tidpunkt, men senast på 1960-talet. Generellt sett, om en parallell privatväg saknas och om hus har egen väganslutning direkt till vägen, tyder det på en gammal sträckning. 
År 1939 blev vägen till gränsen och vidare in i Norge klar. Redan 1891 fanns en enkel väg i Norge mellan havet och Umbukta 3 km från gränsen, som följde en urgammal ridstig. 1904 blev på svenska sidan vägen upp till Umfors klar, och mellan 1904 och 1939 var det möjligt att åka på isen vintertid.
Efter 1960-talet har ingen egentlig sträcka nybyggts förutom Umeå-Holmsund 1989, med Obbolabron och Holmsundsbron, och förbifarten förbi Vännäsby, troligen från 1970-talet.